# 67 a.C.

## Eventos
- Caio Calpúrnio Pisão e Mânio Acílio Glabrião, cônsules romanos.
- Oitavo ano da Terceira Guerra Mitridática contra Mitrídates VI do Ponto, sob o comando geral do general Lúculo.
  - Depois que Lúculo foi obrigado a retornar para o território romano por um motim de suas tropas, Mitrídates aproveitou a oportunidade e venceu a Batalha de Zela, recuperando o controle do Reino do Ponto.
  - Aprovada a Lex Gabinia, que deu a Pompeu poderes quase ilimitados no oriente para que ele enfrentasse os piratas cilicianos. Início da Campanha de Pompeu contra os piratas cilicianos.